# دمیتری برانس
دمیتری برانس (روسی: Дмитрий Владимирович Брунс؛ ۱۱ ژانویهٔ ۱۹۲۹ – ۲۱ مارس ۲۰۲۰) معمار و نظریه‌پرداز معماری زاده لتونی اهل استونی و شوروی بود.